# Rio Călineşti (Bistriţa)
O Rio Călineşti é um rio da Romênia, afluente do Bistriţa, localizado no distrito de Suceava.